# Lawrence Grossberg
 (mars 2017).
Si vous disposez d'ouvrages ou d'articles de référence ou si vous connaissez des sites web de qualité traitant du thème abordé ici, merci de compléter l'article en donnant les références utiles à sa vérifiabilité et en les liant à la section « Notes et références ».
Lawrence Grossberg, né le 3 décembre 1947 à Brooklyn, New York, est un universitaire américain dont les recherches portent sur les études culturelles et la culture populaire. 
Son travail se concentre principalement sur la musique populaire et la politique de la jeunesse aux États-Unis. Il est également connu pour ses recherches en philosophie de la communication et de la culture. Bien qu'au début de sa carrière, dans les années 1980 et au début des années 1990, il se soit intéressé essentiellement à l'étude du postmodernisme, son plus récent ouvrage explore les possibilités et les limites de l'alternative et l'émergence de formations de la modernité.

## Biographie
Né et élevé à Brooklyn, New York, Grossberg a étudié à la Stuyvesant High School. En 1968, il obtient son diplôme, mention summa cum laude, en histoire et en philosophie à l'Université de Rochester, où il étudie avec Hayden White. Par la suite, il est formé par Richard Hoggart et Stuart Hall au Centre for Contemporary Cultural Studies à l'Université de Birmingham, en Angleterre.
Après deux ans de voyage à travers l'Europe avec la compagnie de théâtre francophone Les Tréteaux Libres, Grossberg retourne aux États-Unis pour entreprendre un doctorat en Communication (avec James W. Carey) à l'Université de l'Illinois à Urbana-Champaign. Il y obtient un Ph.D. en communication orale en 1976. Sa thèse de doctorat, qu'il a depuis en grande partie réprouvée, était intitulée, La Dialectique de l'herméneutique et les sciences humaines. Grossberg enseigne brièvement à l'Université de Purdue à West Lafayette, Indiana (1975-1976), avant de retourner à l'Université de l'Illinois pour un poste de professeur adjoint en communication (1976). Il y soutient la fondation de l'Unité de la Critique et de l'Interprétation de la Théorie. Il est promu au rang de professeur agrégé en 1982 et, en 1990, atteint le rang de professeur en communication orale. 
Ses publications incluent C'est un péché : Essais sur le postmodernisme, la politique et la culture (1988), Nous avons obtenu de sortir de ce lieu : Populaire Conservatisme et de la Culture post-moderne (1992), Bringing it All Back Home: Essais sur les Études culturelles (1997), de la Danse, en Dépit de Moi-même: Essais dans la Culture Populaire (1997), Pris entre deux feux: les Enfants, la Politique et l'Avenir de l'Amérique (2005), et les Études culturelles dans le Futur (2010). Grossberg est co-auteur de MediaMaking: Médias de Masse dans la Culture Populaire (2005) et à Propos de Raymond Williams (2010), et co-édité (avec Cary Nelson et Paula Treichler) les Études culturelles. Il a publié plus d'une centaine d'articles et d'essais.  
Depuis 1990, Grossberg est rédacteur en chef de la revue Cultural Studies. Il est également membre du collectif éditorial de Public Culture (en). 
Son travail a été traduit en dix langues.

### Livres
- Grossberg et Cary Nelson, Marxism and the interpretation of culture, Urbana, University of Illinois Press, 1988 (ISBN 0-252-01401-4)
- (en) Lawrence Grossberg, Brenda Dervin, Ellen A. Wartella et Brenda J. O'Keefe, Rethinking communication, vol. I : paradigm issues, Thousand Oaks, California, Sage, 1989, 511 p. (ISBN 0-8039-3029-1)
- Lawrence Grossberg, Brenda Dervin et Ellen A. Wartella, Rethinking communication, vol. II : paradigm exemplars, Thousand Oaks, California, Sage, 1989 (ISBN 0-8039-3031-3)
- Lawrence Grossberg, It's a sin : essays on postmodernism, politics, and culture, Sydney, Power Publications, 1989 (ISBN 0-909952-15-9)
- (en) Lawrence Grossberg, Cary Nelson et Paula Treichler, Cultural studies, New York, Routledge, 1992, 788 p. (ISBN 0-415-90345-9)
- Grossberg, Lawrence, We gotta get out of this place: popular Conservatism and postmodern culture, New York, Routledge, 1992 (ISBN 0-415-90330-0)
- Lawrence Grossberg, Simon Firth et Andrew Goodwin, Sound and Vision : The music video reader, Londres, Routledge, 1993 (ISBN 0-04-445605-0)
- (en) Lawrence Grossberg, James Hay et Ellen A. Wartella, The audience and its landscapes, Boulder, Colorado, Westview Press, 1996, 402 p. (ISBN 0-8133-2285-5)
- (en) Lawrence Grossberg, Dancing in spite of myself : essays on popular culture, Durham, North Carolina, Duke University Press, 1997, 304 p. (ISBN 0-8223-1917-9, lire en ligne)
- (en) Lawrence Grossberg, Bringing it all back home : essays on cultural studies, Durham, North Carolina, Duke University Press, 1997, 431 p. (ISBN 0-8223-1916-0, lire en ligne)
- Lawrence Grossberg, Angela McRobbie et Paul Gilroy, Without guarantees : in honour of Stuart Hall, Londres, Verso, 2000, 433 p. (ISBN 978-1-85984-287-4, lire en ligne)
- Lawrence Grossberg, Tony Bennett et Morris Meaghan, New keywords: a revised vocabulary of culture and society, Malden, Blackwell, 2005 (ISBN 0-631-22569-2)
- (en) Lawrence Grossberg, Ellen A. Wartella, D. Charles Whitney et J. Mcgregor Wise, Media making : mass media in a popular culture, Thousand Oaks, California, Sage, 2005, 495 p. (ISBN 0-7619-2543-0)
- Lawrence Grossberg, Caught in the crossfire : kids, politics, and America's future, Boulder, Colorado, Paradigm Publishers, 2005, 389 p. (ISBN 1-59451-113-6)
- Lawrence Grossberg, Cultural studies in the future tense, Durham, North Carolina, Duke University Press, 2010, 356 p. (ISBN 978-0-8223-4830-6 et 0-8223-4830-6, lire en ligne)
- Lawrence Grossberg, We All Want To Change The World. The Paradox of the US Left : A Polemic, Londres, Lawrence & Wishart, 2015 (ISBN 978-1-910448-49-6, lire en ligne)

### Articles de revues
- Lawrence Grossberg, « On postmodernism and articulation: an interview with Stuart Hall », Journal of Communication Inquiry, Sage, vol. 10, no 2,‎ juin 1986, p. 45-60 (DOI 10.1177/019685998601000204, lire en ligne)
- Lawrence Grossberg, « History, politics and postmodernism: Stuart Hall and cultural studies », Journal of Communication Inquiry, Sage, vol. 10, no 2,‎ juin 1986, p. 61-77 (DOI 10.1177/019685998601000205, lire en ligne)

### Revues
- Cultural Studies (journal) - rédacteur en chef